# 自我意識

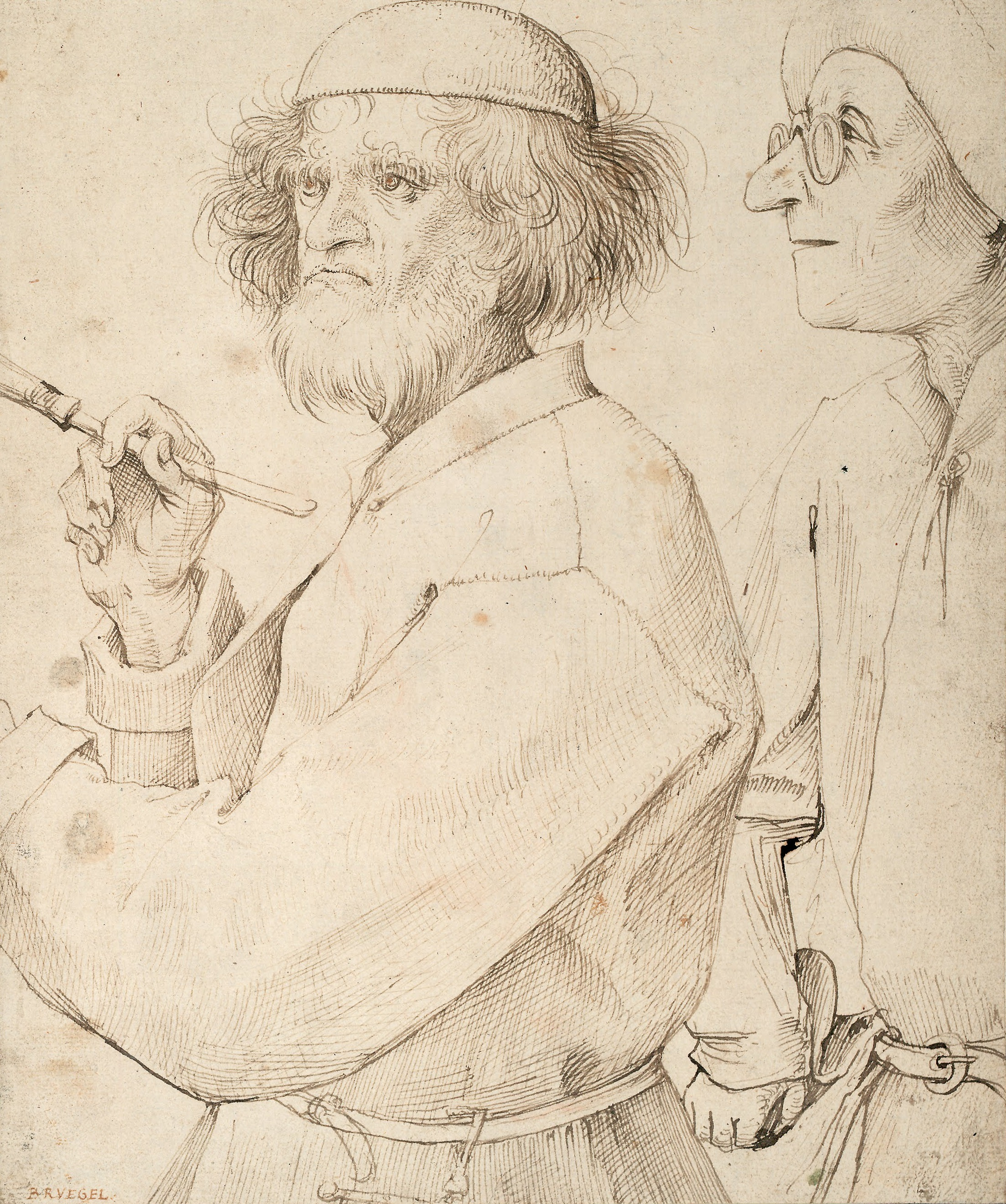
《畫家和買家》，1565年。在老彼得·勃魯蓋爾的這幅畫作中，畫家把自己和向他買畫的人都畫在同一張紙上。

自我意识（self-awareness），指的是一種對自己本我直觀感受，也可以解釋為一個人是如何理解自己的性格、感受、動機和慾望，並做出相應行為的過程。
當一個人意識到自己是個“人”，並認真思考自己所在的環境、自己的身體和生活方式之時，自我意識就隨即出現。擁有高度自我意識的人能很快觉察到自己的需求，無論是最低層次的生理需求，還是高層次的道德需求，並且根據需求做出學習、提升、進步、糾錯、反省、總結等行為，最後往特定目標邁進。一般來說，如果一個人有更多的自我意識，那麼就會對他的現實生活更有利，但不一定會造成自私心理。

## 神經生物學背景
關於大腦的哪一部份造成了我們的自我意識，以及我們在生物學上應該將何種生物電訊息定義為自我意識，這目前尚不明確。Ramachandran博士推測鏡像神經元可能是提供人類自我意識的神經，亦是自我意識在整個生物學之中的基礎。在2009年為Edge Foundation撰寫的一篇文章中，Ramachandran 對他的理論給出了以下解釋：“……我還推測這些神經元不僅可以幫助模擬其他人的行為，而且可以轉向‘內向’——如它是——創建你自己的二階表示或元表示較早的大腦過程。這可能是內省的神經基礎，以及自我意識和其他意識的相互作用。顯然這裡存在一個先有雞還是先有蛋的問題，但是……要點是兩者共同進化，相互豐富，創造出現代人類所特有的成熟的自我表現。”

## 從生理需求演變為哲學概念
身體（自我）意識與本體感覺和形象化有關。

### 身體中的自我意識
在健康和醫學中，身體意識是指一個人準確地將注意力集中在各種內部感覺上的整體能力。本體感受和內感受都允許個人有意識地意識到多種感覺。本體感覺允許個人和患者專注於他們的肌肉和關節、姿勢和平衡的感覺，而內感覺用於確定內臟器官的感覺，例如波動的心跳、呼吸、肺痛或飽腹感。過度敏銳的身體意識、不敏銳的身體意識和扭曲的身體意識是存在於各種健康障礙和狀況中的症狀，例如肥胖、神經性厭食症和慢性關節痛。例如，患有神經性厭食症的患者存在對飽腹感的扭曲感知。

### 作為人類的意識
人類發展中的身體自我意識是指一個人意識到自己的身體是一個物理對象，具有物理屬性，可以與其他對象相互作用。測試表明，在只有幾個月大的時候，蹣跚學步的幼兒就已經意識到他們接收到的本體感受和視覺信息之間的關係。這稱為第一人稱的自我意識。
在18個月左右及以後，孩子們開始發展反思性自我意識，這是身體意識的下一個階段，涉及孩子們在倒影、鏡子和圖片中認識自己。尚未獲得身體自我意識這一階段的兒童，往往會將自己的倒影視為其他兒童，並做出相應的反應，就好像他們在面對面地看著別人一樣。相比之下，那些達到這種覺知水平的人會認識到他們看到了自己，例如在反射中看到自己臉上的污垢，然後觸摸自己的臉將其擦掉。
在蹣跚學步的孩子變得具有反思性自我意識後不久，他們開始培養將自己的身體識別為時空中的物理對象的能力，這些物理對象會相互作用並影響其他對象。例如，一個蹣跚學步的孩子被放在毯子上，當被要求把毯子遞給某人時，他會意識到他們需要離開毯子才能提起它。這是身體自我意識的最後階段，稱為客觀自我意識。

### 非人類動物的自我意識

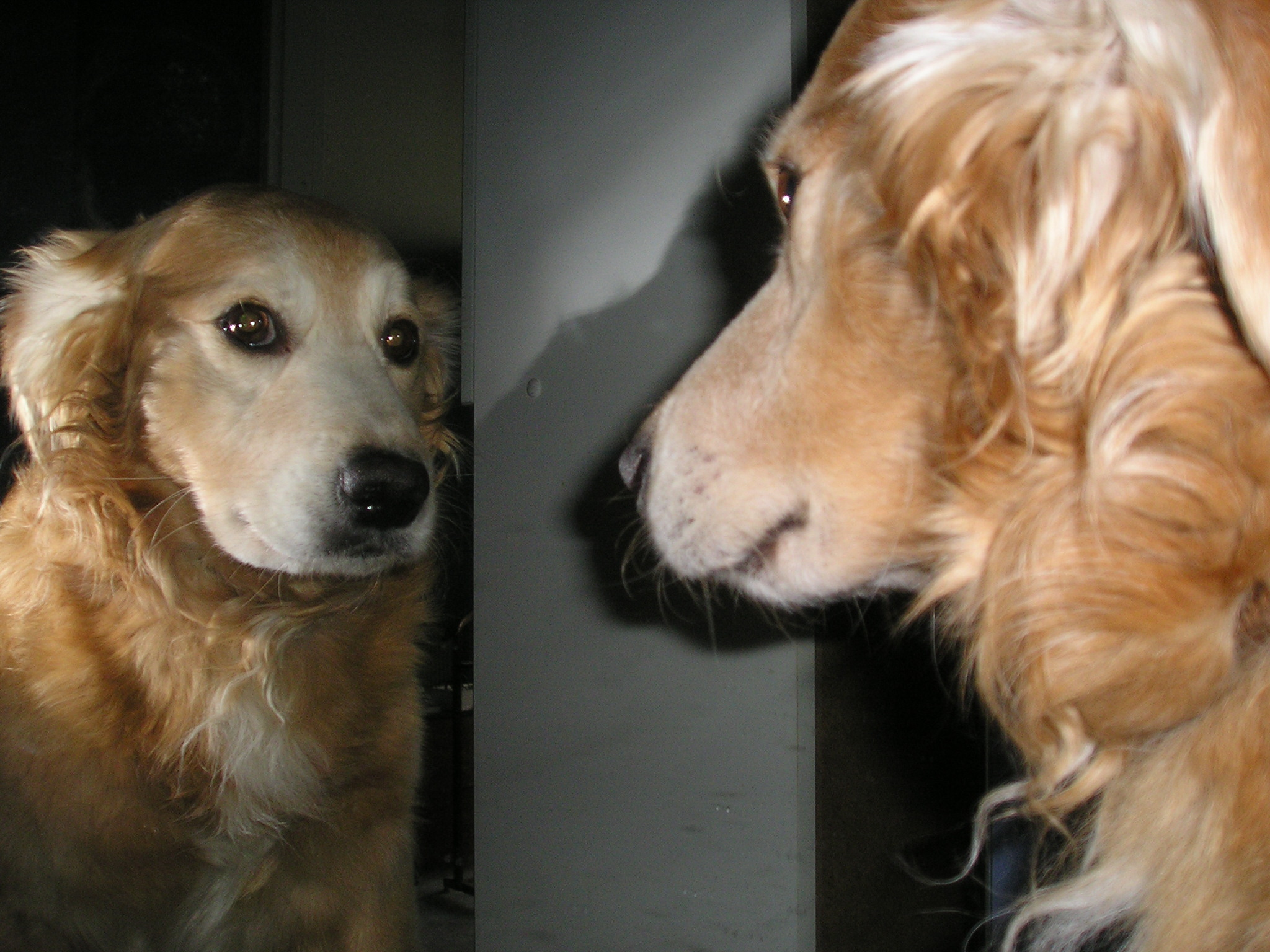
金毛尋回犬看著鏡子中的自己

最常見的動物自我意識叫“鏡子測試”，最多的研究對象是黑猩猩、大象、海豚和喜鵲，牠們均具有自我意識。

#### 猿
迄今為止，黑猩猩和其他類人猿——已被廣泛研究的物種——在動物自我意識的相關性方面最有說服力的發現和最直接的證據與人類進行了比較。

#### 海豚
對海豚進行了類似的測試並取得了相同的結果。紐約水族館的心理生物學家黛安娜·賴斯 (Diana Reiss)發現寬吻海豚可以認出鏡子裡的自己。

#### 喜鵲
研究人員還使用標記測試或鏡像測試來研究喜鵲的自我意識。由於大多數鳥類的喙以下是盲目的，Prior 等人。用三種不同的顏色標記鳥的脖子：紅色、黃色和黑色（作為模仿，因為喜鵲原本是黑色的）。當被放在鏡子前時，帶有紅色和黃色斑點的鳥開始抓撓它們的脖子，這表明它們了解自己身體上有不同的東西。在用一面鏡子和一個標記進行的一次試驗中，五隻喜鵲中的三隻表現出至少一個自我導向行為的例子。喜鵲通過向鏡子移動並向後看來探索鏡子。其中一隻喜鵲，哈維，在幾次試驗中會撿起物體，擺姿勢，拍打翅膀，所有這些都在鏡子前，嘴裡叼著物體。這代表了一種自我意識；知道他自己和現在正在發生什麼。趨同進化，其中相似的進化壓力導致相似的行為或特徵，儘管它們通過不同的途徑到達它們。
在黑印和鏡子的試煉中，發生了一些對喜鵲自身身體的輕微行為。在這項研究中假設黑色標記可能在黑色羽毛上略微可見。研究者指出，“這間接支持了這樣一種解釋，即通過在鏡子中看到自己的身體以及身體上不尋常的部位來引發對標記區域的行為。”
喜鵲的行為與沒有鏡子的情況形成鮮明對比。在無鏡子試驗中，一個與鏡子大小和位置相同的非反光灰色板被換入。當標記存在時，顏色或黑色沒有任何標記定向的自我行為普萊爾等人。數據在數量上與黑猩猩的發現相符。總結標記測試，結果表明，喜鵲明白鏡像代表自己的身體。

### 植物的自我意識
植物的自我意識存在於它們的根、卷鬚和花朵中，它們會避開自己而不是環境中的其他人。

#### 自交不親和機制
植物的自我意識是自我意識領域的一個邊緣話題，主要由植物學家研究。植物能夠感知自我的說法基於發現植物由於基因選擇機製而無法自我繁殖的證據。此外，由於植物卷鬚中的化學受體，葡萄藤植物已被證明可以避免纏繞在自己周圍。植物獨有的自我意識意味著植物可以識別自我，而所有其他已知的自我意識概念都涉及或以識別非自我的能力為中心。

#### 繁殖中的自我排斥
June B. Nasrallah 的研究發現，植物的授粉機制也是一種對抗自我繁殖的機制，這為植物可以被視為具有自我意識的生物體奠定了科學證據的基礎。植物中的 SI（自交不相容）機制在某種意義上是獨一無二的，因為自我意識源自識別自我而非非自我的能力。SI機制功能主要取決於基因S-位點受體蛋白激酶(SRK)和S-位點富含半胱氨酸蛋白基因( SCR)之間的相互作用。在自花授粉的情況下，SRK 和 SCR 結合以激活 SKR，從而抑制花粉受精。在異花授粉的情況下，SRK 和 SCR 不結合，因此 SRK 不被激活，導致花粉受精。簡單來說，受體要么接受要么拒絕花粉中存在的基因，當這些基因來自同一株植物時，上述 SI 機制會產生一種反應，阻止花粉受精。

#### 捲鬚的自我歧視
Yuya Fukano 和 Akira Yamawo 的研究提供了葡萄藤植物自我歧視與機制發現已經建立的其他分類之間的聯繫。它還有助於為植物自我歧視機制的證據奠定基礎。該文章聲稱，存在於開花植物和海鞘中的生物自我歧視機制也存在於藤本植物中。他們通過對自鄰和非自鄰植物對進行觸摸測試來驗證這一假設。該測試是通過將一組植物放置得足夠近，以便它們的捲鬚彼此相互作用來進行的。觸摸測試的結果證明了地上植物自我歧視的證據。

## 劇院
除了自我意識之外，戲劇還關注其他意識。劇院觀眾的體驗與個人的自我意識之間可能存在相關性。由於演員和觀眾不得為了維持語境而“打破”第四堵牆，因此個人不得意識到對他或她的現實的人工或建構感知。這表明自我意識和應用於他人的社會建構都是人為的連續體，就像戲劇一樣。諸如《六個尋找作者的人物》或《綠野仙踪》等戲劇作品構建了第四堵牆的另一層，但它們並沒有破壞主要的幻覺。

## 科幻小說
在科幻小說中，自我意識描述了一種基本的人類屬性，這種屬性通常（取決於故事的情況）將人格賦予非人類。如果一台電腦、外星人、邪神、昆蟲或其他物體被描述為“有自我意識”，讀者可能會認為它將被視為一個完全的人類角色，具有與正常人相似的權利、能力和願望。在科幻小說中，“ sentience ”、“ sapience ”和“ consciousness ”等詞的用法類似。

## 機器人的自我意識
為了具有“自我意識”，機器人可以使用內部模型來模擬自己的動作。

## 另見
- 自我反省